# 母性女性主义
母性女性主义将女性的母亲与照护人的角色视作社会与政治中不可分割的一部分，许多早期女性主义者都持有该观点。它具有社会女性主义的改革观，并结合了母性主义和女性主義的概念。它在19世纪至第一次世界大战(1914-1918)后的大英帝国的上层女性中十分流行，尤其是英治加拿大。该观点被许多后期女性主义者所反对，认为它接纳了父權社會，并为不平等提供了借口。